# ترماتوسور
ترماتوسور (نام علمی: Termatosaurus) نام یک سرده از تیره فیتوسور است.